# Pennies From Heaven
Pennies From Heaven es una película musical dirigida por Norman Z. McLeod en 1936, y protagonizada por Bing Crosby, Madge Evans, Louis Armstrong y Edith Fellows.
La película incluye la canción homónima —con música de Arthur Johnston y letra de Johnny Burke— que fue nominada al premio Óscar a la mejor canción original en dicho año 1936 junto a otras cinco canciones, premio que terminó recibiendo la canción The Way You Look Tonight que interpretaba Fred Astaire en la película Swing Time.